# Ludwig von Urlichs
Karl Ludwig von Urlichs (Karl Ludwig Urlichs avant 1885, né le 9 novembre 1813 à Osnabrück, mort le 3 novembre 1889 à Wurtzbourg) est un archéologue classique et philologue prussien.

## Biographie
Ludwig Urlichs fréquente le gymnasium à Aix-la-Chapelle puis rejoint à 16 ans l'université de Bonn pour étudier la période classique. Son professeur Friedrich Gottlieb Welcker l'incite à l'archéologie et à la philologie. La thèse d'Urlichs sur l'œuvre d'Achaïos d'Érétrie porte sur la philologie, mais plus tard il se tourne vers l'archéologie. Après des voyages en Italie et en Sicile, il s'arrête plus longuement à Rome où il est chargé d'affaires pour la Prusse au Vatican et aussi précepteur des fils de Christian Karl Josias von Bunsen, le premier président de l'Institut archéologique allemand. Urlichs rencontre Johann Martin von Wagner (de) et Eduard Gerhard, avec qui il contribue à une description en plusieurs volumes de la ville.
Après six ans en Italie, Urlichs revient à Bonn en 1840, puis reçoit l'année suivante son habilitation. Comme archéologue expérimenté, il est embauché en 1843 par Auguste Schlegel comme conférencier à l'Akademisches Kunstmuseum ; il en deviendra plus tard le directeur adjoint. Urlichs gagne sa vie comme chargé de cours à l'université de Bonn puis comme professeur en 1844. Outre Welcker, son ancien professeur, Urlichs entretient une amitié avec le latiniste Friedrich Ritschl.
En 1847, il quitte Bonn pour l'université de Greifswald, où il est nommé professeur de philologie classique à la place d'Otto Jahn, parti deux ans plus tôt. Il s'engage alors dans le mouvement politique : de 1848 à 1852, il est membre de la Chambre des représentants de Prusse et de l'Union d'Erfurt, où il est le second secrétaire d'Otto von Bismarck. Il épouse Louise Quistorp, avec qui il a trois filles et quatre garçons, dont l'archéologue Heinrich Ludwig Urlichs (de).
Bien qu'une carrière en politique lui soit ouverte, Urlichs répond en 1855 à l'invitation de l'université de Wurtzbourg d'être directeur du département de philologie et d'esthétique classique. Il se consacre à l'enseignement, la recherche et au travail de conservation. Il s'occupe notamment des collections de l'université, enrichies par l'héritage de Johann Martin von Wagner, mort en 1858, qui deviendra le Martin-von-Wagner-Museum. Avec l'acquisition de la collection Feoli (1872), qui se compose de 480 vases grecs et étrusques, le musée de l'université de Würzburg devient la troisième plus grande collection de vases en Allemagne, après Berlin et Munich. Urlichs porte aussi une grande attention au statuaire antique. Sa monografie Skopas: Leben und Werke (1863) est souvent citée jusqu'à la fin du XXe siècle, son guide sur la Glyptothèque de Munich (1867) est très apprécié. Durant son seul voyage en Grèce, qu'Urlichs entreprend en 1881, il relate la topographie, l'architecture et en particulier les œuvres sculpturales. Pour ses recherches, il est fait membre correspondant de l'Académie bavaroise des sciences, reçoit l'Ordre de la Couronne et est anobli dans la noblesse bavaroise en 1885.
Ses travaux en philologie et son amitié avec Emilie von Gleichen-Rußwurm, la fille de Schiller, permettent à Ulirchs de se pencher sur la vie et l'œuvre de Goethe. Il publie la correspondance de Goethe avec Johanna Fahlmer et avec Friedrich von Schiller. Par ailleurs, il écrit des articles sur l'histoire des sciences dans l'Allgemeine Deutsche Biographie.